# Raúl Llanos
Raúl Enrique Llanos Báez (ur. 23 stycznia 1949 w Hawanie) – kubański strzelec, olimpijczyk, multimedalista imprez rangi kontynentalnej.

## Przebieg kariery
Llanos jest dwukrotnym uczestnikiem igrzysk olimpijskich. Podczas Letnich Igrzysk Olimpijskich 1968 wystąpił w karabinie małokalibrowym w trzech postawach z 50 m, w którym uplasował się na 16. miejscu wśród 62 strzelców. Cztery lata później wystartował w tej samej konkurencji, zajmując 28. pozycję (startowało 69 zawodników).
Wielokrotny medalista igrzysk panamerykańskich i igrzysk Ameryki Środkowej i Karaibów. Podczas pierwszej z wymienionych imprez pięciokrotnie stał na podium, zdobywając cztery srebrne i jeden brązowy medal. Na igrzyskach Ameryki Środkowej i Karaibów wywalczył osiem medali, w tym siedem złotych i jeden srebrny. W zawodach indywidualnych stał na podium wyłącznie w drugiej z wymienionych imprez. W 1970 roku zwyciężył w karabinie małokalibrowym w trzech postawach z 50 m i karabinie dowolnym w trzech postawach z 300 m. Na igrzyskach w 1974 roku wygrał wyłącznie w karabinie małokalibrowym w trzech postawach z 50 m, zaś w 1982 roku zdobył srebro w karabinie pneumatycznym z 10 m. 
W 1973 roku zajął trzecie miejsce w karabinie standardowym z 50 m podczas mistrzostw Ameryki.

## Wyniki olimpijskie
| Igrzyska       | Konkurencja                               | Wynik                      | Miejsce | Źródło |
| -------------- | ----------------------------------------- | -------------------------- | ------- | ------ |
| Meksyk 1968    | Karabin małokalibrowy, trzy postawy, 50 m | 1145 punktów (395–383–367) | 16      | [ 2 ]  |
| Monachium 1972 | Karabin małokalibrowy, trzy postawy, 50 m | 1134 punkty (393–382–359)  | 28      | [ 3 ]  |